# Maynard Solomon
Maynard Solomon (5 de janeiro de 1930 – Manhattan, 28 de setembro de 2020) foi um musicólogo e produtor musical estadunidense, co-fundador da Vanguard Records e autor de célebres biografias de Mozart e Beethoven.
Morreu em 28 de setembro de 2020 em Manhattan, aos 90 anos, de demência.

## Discografia selecionada (como produtor)
- - "Best of the Eric Anderson" (1970) (Eric Anderson)
- - "Best of the John Hammond" (1989) (John P. Hammond)
- - "Best of the Vanguard Years" (1998) (Ian and Sylvia)
- - "Vanguard Sessions: Baez Sings Dylan" (1998) (Joan Baez)
- - "Best of the Vanguard Years" (2000) (The Clancy Brothers)
- - "Best of the Vanguard Years" (2000) (Tom Paxton)
- - "Reunion at Carnegia Hall, 1963, Pt 1" (2001) (The Weavers)
- - "Reunion at Carnegia Hall, 1963, Pt 2" (2001) (The Weavers)
- - "Best of the Vanguard Years" (2003) (Buffy Sainte-Marie)
- - "Best of the Vanguard Years" (2004) (The Rooftop Singers)

## Livros publicados
- - The Joan Baez Songbook (1964), com Eric Von Schmidt
- - Noel: The Joan Baez Christmas Songbook (1967), com Joan Baez e Eric Von Schmidt
- - Marxism and Art (1973)
- - Beethoven and the Enlightenment. 19 (Primavera 1974). Nova York: Telos Press.
- - Myth creativity Psychoanalysis: Essays in Honor of Harry Slochower (1979)
- - Mozart (1994)
- - Beethoven: Vida e Obra (1987)
- - Beethoven (1998)
- - Beethoven Essays (1988)
- - Memories of Beethoven (2003) by Gerhard Von Breuning and Maynard Solomon
- - Late Beethoven: Music, Thought, Imagination (2004)
- - Mozart: A Life (1995)